# К1
К1 је српска телевизијска станица са седиштем у Београду. Налази се у власништву предузећа Minacord Media, чији су власници Жељко Јоксимовић и Мања Грчић. Покренут је 23. марта 2020. године, уз телевизије ТВ ДР и Казбука.
К1 приказује музичко-забавни садржај домаће продукције, као и премијерно приказивање популарних страних телевизијских формата. Временом, на К1 су прешла позната телевизијска лица, која на истој телевизији воде емисије.

## Програм
К1 на свом програму приказује домаће и међународне емисије, серије и филмове. С обзиром да је музичко-забавни канал, К1 често током рекламног блока приказује видео спотове домаћих и страних извођача.К1 телевизија је позната по емитовању живог програма (емитовање програма уживо)

### Информативни програм
К1 приказује касни јутарњи програм Кец на једанаест почевши од 24. јуна 2020. године, чији су водитељи Бошко Јаковљевић и Александра Јефтановић. Емисија се приказује радним данима од 11 до 13 часова. Крајем 2023. године Александра Јефтановић напушта телевизију К1, а од 29. јануара 2024. године Јелена Хелц се придружује Бошку Јаковљевићу као водитељка емисије.
Од 7. децембра се на К1 приказује јутарњи програм Уранак (УранаК1), чије су водитељке Јована Јоксимовић и Мања Грчић. Од 9. фебруара 2021. Уранак води и Бојана Бојовић, која је до тада била једна од уредница, прво као замена за Јовану Јоксимовић и Мању Грчић, а потом као водитељка викенд издања. Емисија се приказује сваког дана од 7:25 до 11 часова. Од септембра 2021. Драго Јовановић радним данима води јутарњи програм уместо Мање Грчић. Од 17. септембра 2022. године, Уранак више нема викенд издање, али се у том термину приказује јутарњи програм ТВ Танјуг Добро јутро Танјуг, који воде Зоран Остојић и Милорад Комраков.
Од 20. септембра 2021. К1 приказује вести ТВ Танјуг у 7:00, 15:00 и 19:00 часова, а од 31. јануара 2022. емитују се и вести у 22 часа.

### Забавни програм
К1 је при почетку приказивања почела са премијерним приказивањем емисија које су направљене у сопственој продукцији, као што су Дневна доза попа (Наташа Аксентијевић и Предраг Дамњановић), Шта сам теби и ко сам себи (Иван Станковић).
Коук студио (CokeTM Studio) представља музичку емисију у којој разни домаћи извођачи изводе песме уживо.
На почетку јесење телевизијске сезоне 2020. године су почеле са приказивањем следеће емисије: Преживели чији је водитељ Милан Калинић, Држ' га Божо, хумористичка емисија са Калинићем и Анђелком Прпић за коју сценарио пишу сатиричари са портала Njuz.net, Јојо на точковима Саре Јовановић и Дуње Јованић као и ријалитија Мој савршени брак певачице Гоце Тржан и емисије Гоца шоу који се наслања на тај ријалити.
Почетком јуна 2021. је са емитовањем започела нова колажна емисија Викенд на К1, коју води Наталија Милосављевић, водитељка на Радију Новости, а уредник је Огњен Несторовић, бивши водитељ на ТВ Пинк и ТВ Прва.
25. септембра 2021. године започело је емитовање емисије Први ред која се емитује викендом од 14 сати а од 12. фебруара у новом термину од 16 сати водитеља Огњена Несторовића, а 4. октобра емитовање колажне емисије Ми данас, коју воде Мања Грчић и Ивон Јафали. 13. октобра почиње са емитовањем емисија На мој начин у којој водитељка Наташа Аксентијевић приказује своју борбу са вишком килограма, а емитовање је прекинуто у априлу 2022. године, када и емисија Гоца шоу.Oд септембра 2023. године емисија Први Ред се емитује радним од 17:50 часова. Емисија Викенд на К1 се не емитује док водитељка те емисије Наталија Милосављевић почиње да води емисију Ми Данас уместо Мање Грчић. Емисија Ми Данас се емитује од 16 часова радним данима истовремено на ТВ Танјуг и ТВ К1. Емисија Преживели престаје са емитовањем, већ се понедељком уместо те емисије емитује спортска емисија Индиректно коју воде Милан Калинић и Предраг Поповић Поп.
12. фебруара 2022. године је започето емитовање емисије Ако проговорим, коју води Гоца Тржан.
Од 23.04.2024. године са емитовањем је започела кулинарска емисија Софра, коју води Саша Мишић.
Од 07.05.2024. године са емитовањем је започео шоубиз ток шоу Интригантно (стилизовано као Ин3гантно), а водитељи су Огњен Несторовић и Тијана Прица.
Од 17.10.2024. године са емитовањем је започела дебатна емисија СтавК1, у којој лица телевизија К1 и Танјуг расправљају о темама које су обележиле претходну недељу.
Од 17.11.2024. године почело је емитовање емисије Све у 16 са Робетом Чобаном у којој водитељ Роберт Чобан на свој начин разговара са гостима о актуелним темама из различитих друштвених сфера.
Приказане емисије на каналу К1 ТВ су:
- Ако проговорим (Гоца Тржан)
- Вибрација
- Викенд на К1 (из првог реда)
- Гастро маестро (Слободан Стефановић)
- Генералка
- Гоца шоу (Гоца Тржан)
- Дневна доза попа
- Држ' га Божо (Анђелка Прпић, Милан Калинић)
- Жена за сва времена (Ена Попов)
- Индиректно (Предраг Поповић Поп и Милан Калинић)
- Интригантно
- Јојо на точковима
- Кец на једанаест (Бошко Јаковљевић, Александра Јефтановић, Јелена Хелц)
- Коук студио
- Културно (Аида Ђедовић)
- Лековита прича
- Маме плесачица
- Мој савршени брак
- На мој начин (Наташа Аксентијевић)
- Ноћни шоу са Џејмс Корденом
- Први ред (Огњен Несторовић, Ива Косовац)
- Преживели (Милан Калинић)
- Све у 16 са Робертом Чобаном
- СтавК1
- Софра (Саша Мишић)
- Тачно на месту
- Топ листа
- Уранак1
- Шоу Елен Деџенерес
- Шта сам теби и ко сам себи (Иван Станковић)

### Серијски програм
Стране серије које су се емитовале на каналу К1 су Клуб 57, Женски рај, Моја генијална пријатељица, као и домаће серије Дуг мору, Јунаци нашег доба, Војна академија, Јужни ветар,  Тајна винове лозе, Једини излаз ,Рањени орао, Клан,  Мочвара, Случај породице Бошковић и Црна свадба. Серија Колегинице се премијерно емитовала на овој телевизији.
Приказане серије на каналу К1 ТВ су:
- Војна академија
- Дуг мору
- Женски рај
- Једини излаз
- Јунаци нашег доба
- Јужни ветар
- Клуб 57
- Клан
- Колегинице
- Моја генијална пријатељица
- Мочвара
- Рањени орао
- Случај породице Бошковић
- Тајна винове лозе
- Црна свадба